# Symplectoscyphus frondosus
Symplectoscyphus frondosus is een hydroïdpoliep uit de familie Sertulariidae. De poliep komt uit het geslacht Symplectoscyphus. Symplectoscyphus frondosus werd in 2010 voor het eerst wetenschappelijk beschreven door Peña Cantero. 